# Крари, Элис
Элис Крари (англ. Alice Crary; род. 1967, Сиэтл, Вашингтон) — американский учёный-философ, специалист по этике и феминистской философии. Доктор философии (1999), профессор нью-йоркской Новой школы и Оксфордского университета.
People say things to each other such as “you are idiots” or “you are dogs.” Liberating responses often assert “we are not idiots (but something higher: rational humans)” or “we are not dogs (but something higher: humans).” A downgrading of the cognitively disabled, and of animals, thus gets inscribed in our discourse about equality. I challenge this logic.

## Биография
Окончила Гарвардский университет (бакалавр философии, 1990).
В 1999 году получила степень доктора философии по философии в Питтсбургском университете. С 2000 года в New School for Social Research (Нью-Йорк): ассистент-, ассоциированный, полный профессор, заведовала там кафедрой философии. С 2016 года фелло Oxford Centre for Animal Ethics. C 2018 года профессор и фелло Regent's Park College, Oxford. В 2009—2010 годы фелло Фонда Гумбольдта во Франкфурте, а в 2014 году — в Берлине, в 2003—2004 годы Рокфеллеровский стипендиат в Принстоне. Автор монографий Inside Ethics: On the Demands of Moral Thought (Harvard, 2016) и Beyond Moral Judgment (Harvard, 2007).